# Election (film)
Election (1999) is een Amerikaanse film gebaseerd op de gelijknamige roman van schrijver Tom Perrotta. De film is geregisseerd door Alexander Payne en hoofdrollen zijn er voor Reese Witherspoon, Matthew Broderick, Jessica Campbell en Chris Klein . Election is gedistribueerd door MTV en Columbia TriStar Pictures.

## Verhaal
De film speelt zich af in een typische Amerikaanse High School. Binnenkort vinden er verkiezingen plaats voor het presidentschap van de studentenraad. Aanvankelijk lijkt de hardwerkende en conservatieve Tracy Flick (Reese Witherspoon) het presidentschap te gaan winnen. Maar als de sportieve Paul Metzler (Chris Klein in zijn eerste grote rol), aangemoedigd door de maatschappijleerleraar Jim McAllister (Matthew Broderick), zich kandidaat stelt liggen alle kansen open. Ook Pauls geadopteerde zus Tammy Metzler (Jessica Campbell) stelt zich verkiesbaar. Zij maakt zich populair door de hele verkiezing een circus te noemen. Nadat Tammy gediskwalificeerd wordt, weet Tracy nipt de verkiezingen te winnen. Jim McAllister, die een hekel aan Tracy heeft, besluit echter het aantal stemmen te manipuleren zodat Paul wint. De schandalen volgen elkaar verder op.

## Rolverdeling
| Acteur            | Personage               |
| ----------------- | ----------------------- |
| Matthew Broderick | James "Jim" McAllister  |
| Reese Witherspoon | Tracy Enid Flick        |
| Chris Klein       | Paul Metzler            |
| Jessica Campbell  | Tammy Metzler           |
| Mark Harelik      | David "Dave" Novotny    |
| Phil Reeves       | Walter "Walt" Hendricks |
| Molly Hagan       | Diane McAllister        |
| Delaney Driscoll  | Linda Novotny           |
| Colleen Camp      | Judith Flick            |
| Frankie Ingrassia | Lisa Flanagan           |
| Matt Malloy       | Ronald "Ron" Ball       |
| Jeanine Jackson   | Jo Metzler              |
| Holmes Osborne    | Richard "Dick" Metzler  |
| Nicholas D'Agosto | Lawrence "Larry" Fouch  |
| Pegi Georgeson    | Ballot Lady             |

## Kijkwijzer
- 12 S D Hoewel er zeer weinig seks in voor komt en er geen bloot in de film is te zien, heeft de film toch wel de aanduiding S. Ook is er een scène waar drugs D in wordt gebruikt.
- genre: Komedie/ Satire

## Uitzendverleden
Nederland
- juli 2003 op Net5
- mei 2004 op Veronica
- juli 2013 op Net5